# Eita
Eita és un assentament de Kiribati a l'atol de Tarawa. Té Utiroa a l'est, Terikiai al nord i Nuribenua, Tanaiang i Te Kapuipui a l'oest. Té 3.388 habitants, segons el cens de 2015.